# Moustapha Kondé
Pour les articles homonymes, voir Kondé (homonymie).
Moustapha Kondé, né le 18 mai 1991, est un footballeur malien. Il évolue au poste d'attaquant.

## Carrière
En 2009, alors qu'il joue dans le championnat du Mali dans l’équipe du Centre Salif-Keita, il est convoqué en équipe nationale du Mali.
Il évolue jusqu'en 2012 au Mali, puis joue au Maroc et aux Émirats. Il évolue ainsi avec les équipes suivantes : le Centre Salif Keita, l'AS Nianan, la Renaissance de Berkane, le Dubaï Club et le FUS Rabat.
En 2016, il est transféré en Turquie, à Manisaspor, club de deuxième division.

## Palmarès
- Championnat du Maroc :
  - Champion : 2016